# Mother (álbum de Veil of Maya)
Mother (a veces estilizado como [m]other) es el séptimo álbum de estudio de la banda estadounidense de metalcore Veil of Maya. El álbum fue lanzado el 12 de mayo de 2023 a través de Sumerian Records y fue producido por Zach Jones.

## Antecedentes y promoción
El 24 de julio de 2019, la continuación de Veil of Maya de su álbum False Idol (2017) parecía estar en producción y la banda compartió varias fotos del estudio con el productor Taylor Larson en sus redes sociales. El 30 de octubre, la banda regresó al estudio para su nuevo álbum y comenzó las sesiones iniciales del trabajo con el productor Taylor Larson. Según sus redes sociales, esas sesiones se reanudaron con Larson nuevamente detrás de los tableros.
El 8 de octubre de 2021, el guitarrista del grupo, Marc Okubo, reveló que el motivo del relativo retraso de su nuevo disco se debe a que la banda decidió desechar gran parte de lo que habían grabado anteriormente. El 20 de abril de 2022, Veil of Maya lanzó el primer sencillo "Synthwave Vegan". El 14 de septiembre, la banda completó el seguimiento del esfuerzo y comenzó a mezclar el álbum con material nuevo.
El 8 de febrero de 2023, Veil of Maya presentó el segundo sencillo "Godhead" y su correspondiente vídeo musical. El 8 de marzo, la banda publicó el tercer sencillo "Red Fur" y un vídeo musical que lo acompaña. Al mismo tiempo, anunciaron oficialmente el álbum y la fecha de lanzamiento, al mismo tiempo que revelaron la portada del álbum y la lista de canciones. El 12 de abril, un mes antes del lanzamiento del álbum, la banda publicó el cuarto sencillo "Mother, Pt. 4" junto con un vídeo musical. El vídeo musical de "Disco Kill Party" se lanzó el 12 de mayo de 2023, coincidiendo con el lanzamiento del álbum.

## Lista de canciones
| N.º | Título             | Duración |  |
| 1.  | «Tokyo Chainsaw»   | 2:57     |  |
| 2.  | «Artificial Dose»  | 3:25     |  |
| 3.  | «Godhead»          | 3:12     |  |
| 4.  | «Reconnect»        | 4:02     |  |
| 5.  | «Red Fur»          | 3:31     |  |
| 6.  | «Disco Kill Party» | 3:09     |  |
| 7.  | «Mother, Pt. 4»    | 5:12     |  |
| 8.  | «Synthwave Vegan»  | 2:45     |  |
| 9.  | «Lost Creator»     | 3:24     |  |
| 10. | «Death Runner»     | 3:36     |  |

Notas
- "Reconnect" está estilizado como"[re]connect".

## Personal
Veil of Maya
- Lukas Magyar - voz
- Marc Okubo – guitarra
- Danny Hauser – bajo
- Sam Applebaum - batería